# Anton Emhardt
Anton Karl Maria Emhardt (* 4. Februar 1911 in Wien; † 13. August 1969 in Achau) war ein österreichischer Eishockeyspieler.

## Karriere
Während seiner Spielerkarriere spielte er zunächst für den Wiener Eislauf-Verein, HC Währing und für die Wiener Eissportgemeinschaft.
International spielte er für die österreichische Eishockeynationalmannschaft bei der Eishockey-Weltmeisterschaft 1931, bei der die Mannschaft den Europameistertitel und zugleich die Bronzemedaille gewann.